# Bathypogon rubellus
Bathypogon rubellus är en tvåvingeart som beskrevs av Hull 1956. Bathypogon rubellus ingår i släktet Bathypogon och familjen rovflugor. Inga underarter finns listade i Catalogue of Life.